# مرحلة صدمة النيزك

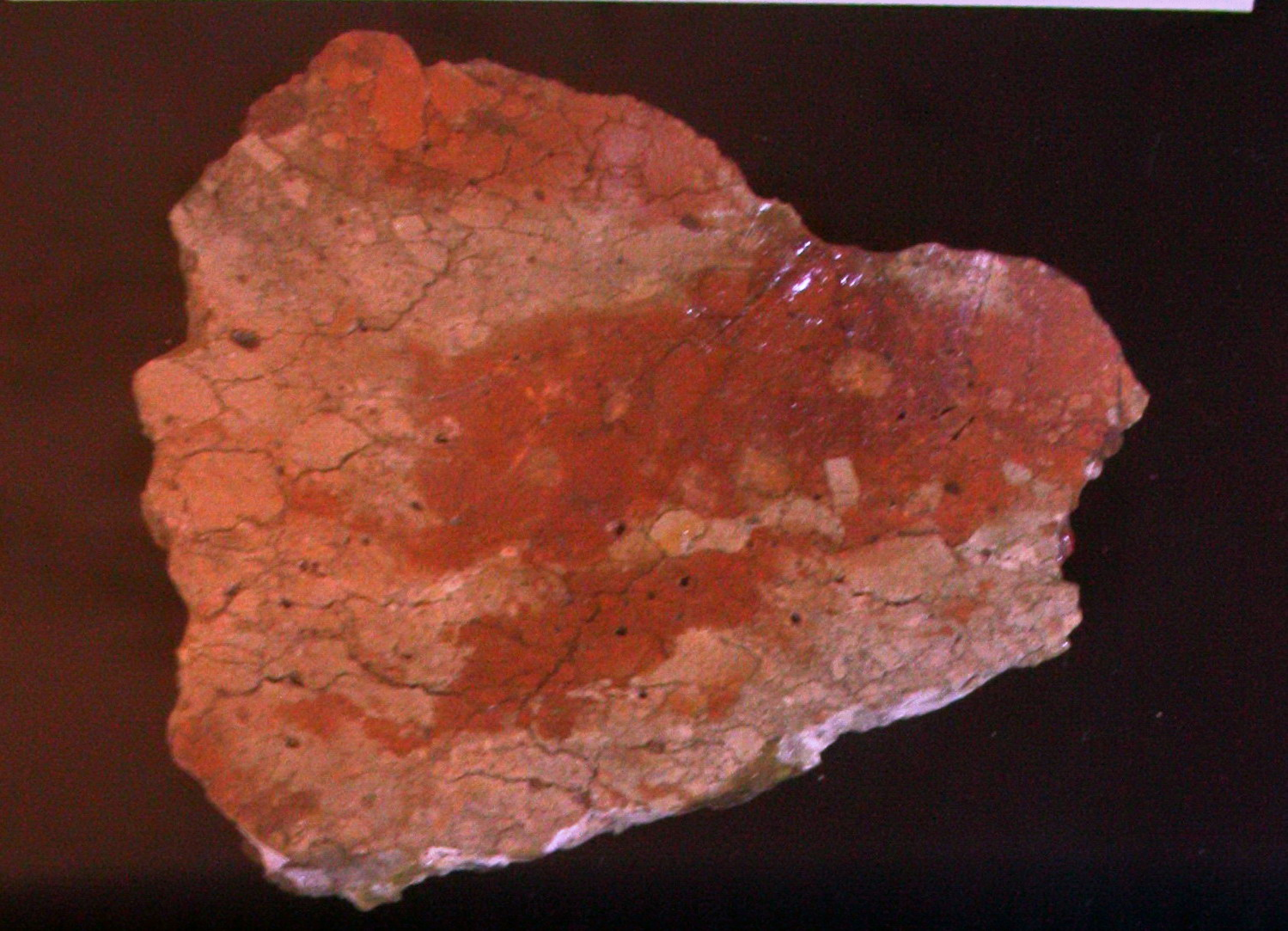
صدمة من الطين المعدني من نيزك فوهة بوشيه-كاتونكي

مرحلة صدمة النيزك هو مقياس لدرجة تكسر مصفوفة نيزك كوندريت عادي. اآثار حدث الصدمة على الجسم النيزكي الأم  يمكن أن ينتج ضغوط كبيرة جدا. هذه الضغوط الحرارية تذوب وتشوة الصخور  وهذا ما يسمى بالتحول الصدمي. وغالبا ما تعطى النيازك تصنيف من 1 إلى 6 يبين مستوى التحول الصدمي. ومع ذلك، فإن درجة الصدمة يمكن أن تختلف داخل نيزك على مستوى سنتيمترات.

## التصنيف
تكسير البلورات وغيرها من الميزات يجب متابعتها تحت المجهر مع رصد آثار الصدمة تحت ضوء مستقطب. الهياكل الأكبر مثل عروق الصدمة  مرئية للعين. العديد من العروق الصدمية تشكلت على حدود عينات مدملكات الأسطح المصقولة تظهر على شكل هياكل عنكبوتية معقدة   وفيما يلي ملخص لدرجات الصدمة النيزكية
- S1: صدمة ضعيفة للغاية (تصل إلى ضغط 5 باسكال)
- S2: صدمة ضعيفة جدا  (5-10 باسكال )
- S3: صدمة ضعيفة (15-20 باسكال )
- S4: صدمة متوسطة  (30-35 باسكال )
- S5: صدمة قوية (45-55 باسكال )
- S6: صدمة قوية جدا (75-90 باسكال )

ضغوط صدمة أكبر سوف تذوب الصخور، مما ينتج ما يشار إليه باسم «ذوبان الصدمة (سوفيت/Suevite )». ونادرا ما يتم العثور عليها على الأرض.